# Luiz Basso
Luiz Basso (Flores da Cunha, 15 de julho de 1934 – São Miguel do Oeste, 22 de dezembro de 2016) foi um político brasileiro.
Foi deputado à Assembleia Legislativa de Santa Catarina na 12ª legislatura (1991 — 1995).